# Martin-chasseur de Winchell
Todiramphus winchelli
Pour les articles homonymes, voir Winchell.
Espèce
Statut de conservation UICN

 VU A2c+3c+4c : Vulnérable
Le Martin-chasseur de Winchell (Todiramphus winchelli) ou martin-chasseur à collier roux, est une espèce d'oiseau de la famille des Alcedinidae, endémique aux Philippines.
Son nom commémore le géologue américain Newton Horace Winchell (en) (1839-1914).

## Répartition et sous-espèces
Selon la classification de référence du Congrès ornithologique international (15.1, 2025) il se répartit en cinq sous-espèces :
- T. w. nigrorum (Hachisuka, 1934) — Bohol, Cebu, Negros, Samar, Leyte, Calicoan, Biliran et Siquijor ;
- T. w. nesydrionetes (Parkes, 1966) — Romblon, Sibuyan et Tablas ;
- T. w. mindanensis (Parkes, 1966) — Mindanao ;
- T. w. winchelli (Sharpe, 1877) — Basilan ;
- T. w. alfredi (Oustalet, 1870) — archipel de Sulu.